# Franco Cervi
Franco Emanuel Cervi (San Lorenzo, 26 maggio 1994) è un calciatore argentino con passaporto italiano, attaccante del Celta Vigo.

## Caratteristiche tecniche
È un esterno destro che può giocare anche come trequartista dietro le punte; gioca prevalentemente come attaccante nel 4-3-3.

## Carriera

### Club
Cresciuto nelle giovanili del Rosario Central, fa il debutto in prima squadra il 9 novembre 2014, subentrando ad Hernán Encina al 79' della sfida persa per 1-0 contro l'Estudiantes (LP). Segna la sua prima rete il 14 febbraio 2015, sfruttando un grave errore del portiere avversario Sebastián Saja dopo soli 4' di gioco e consegnando i tre punti alle Canallas.

#### Benfica
Il 1º luglio 2016 passa ai portoghesi del Benfica per poco più di 4 milioni di euro.

#### Celta Vigo
Il 5 luglio 2021 vola in Spagna, al Celta Vigo per 4 milioni di euro.

### Nazionale
Il 17 agosto 2018 viene convocato per la prima volta in nazionale maggiore dal neo-CT Lionel Scaloni. Nazionale con cui poi debutta il 7 settembre 2018 nell'amichevole vinta per 3-0 contro il Guatemala. La sua prima rete in Nazionale arriva l'11 ottobre seguente, contro l'Iraq.

## Statistiche

### Presenze e reti nei club
Statistiche aggiornate al 2 maggio 2023
| Stagione               | Squadra                | Campionato             | Campionato | Campionato | Coppe nazionali | Coppe nazionali | Coppe nazionali | Coppe continentali | Coppe continentali | Coppe continentali | Altre coppe | Altre coppe | Altre coppe | Totale | Totale |
| Stagione               | Squadra                | Comp                   | Pres       | Reti       | Comp            | Pres            | Reti            | Comp               | Pres               | Reti               | Comp        | Pres        | Reti        | Pres   | Reti   |
| ---------------------- | ---------------------- | ---------------------- | ---------- | ---------- | --------------- | --------------- | --------------- | ------------------ | ------------------ | ------------------ | ----------- | ----------- | ----------- | ------ | ------ |
| 2013-2014              | Rosario Central        | PD                     | -          | -          | -               | -               | -               | -                  | -                  | -                  | -           | -           | -           | -      | -      |
| 2014-2015              | Rosario Central        | PDT                    | 3          | 0          | -               | -               | -               | -                  | -                  | -                  | -           | -           | -           | 3      | 0      |
| 2015                   | Rosario Central        | PD                     | 27         | 5          | CA              | 4               | 0               | -                  | -                  | -                  | -           | -           | -           | 31     | 5      |
| 2016                   | Rosario Central        | PD                     | 12         | 0          | -               | -               | -               | CL                 | 10                 | 2                  | -           | -           | -           | 22     | 2      |
| Totale Rosario Central | Totale Rosario Central | Totale Rosario Central | 42         | 5          |                 | 4               | 0               |                    | 10                 | 2                  |             | -           | -           | 56     | 7      |
| 2016-2017              | Benfica                | PL                     | 26         | 2          | TP+TL           | 6+1             | 1+1             | UCL                | 7                  | 2                  | SP          | 1           | 1           | 41     | 7      |
| 2017-2018              | Benfica                | PL                     | 31         | 3          | TP+TL           | 2+0             | 1+0             | UCL                | 3                  | 0                  | SP          | 1           | 0           | 37     | 4      |
| 2018-2019              | Benfica                | PL                     | 20         | 4          | TP+TL           | 2+2             | 0               | UCL+UEL            | 10+4               | 1+0                | -           | -           | -           | 38     | 5      |
| 2019-2020              | Benfica                | PL                     | 23         | 2          | TP+TL           | 6+0             | 1+0             | UCL+UEL            | 5+1                | 1+0                | -           | -           | -           | 35     | 4      |
| 2020-2021              | Benfica                | PL                     | 14         | 0          | TP+TL           | 4+1             | 1+0             | UEL                | 2                  | 0                  | -           | -           | -           | 21     | 1      |
| Totale Benfica         | Totale Benfica         | Totale Benfica         | 114        | 11         |                 | 24              | 5               |                    | 32                 | 4                  |             | 2           | 1           | 172    | 21     |
| 2021-2022              | Celta Vigo             | PD                     | 33         | 4          | CR              | 3               | 2               | -                  | -                  | -                  | -           | -           | -           | 36     | 6      |
| 2022-2023              | Celta Vigo             | PD                     | 31         | 0          | CR              | 3               | 1               | -                  | -                  | -                  | -           | -           | -           | 34     | 1      |
| Totale Celta Vigo      | Totale Celta Vigo      | Totale Celta Vigo      | 64         | 4          |                 | 6               | 3               |                    | -                  | -                  |             | -           | -           | 70     | 7      |
| Totale carriera        | Totale carriera        | Totale carriera        | 220        | 20         |                 | 34              | 8               |                    | 42                 | 6                  |             | 2           | 1           | 298    | 35     |

### Cronologia presenze e reti in nazionale
| Cronologia completa delle presenze e delle reti in nazionale ― Argentina | Cronologia completa delle presenze e delle reti in nazionale ― Argentina | Cronologia completa delle presenze e delle reti in nazionale ― Argentina | Cronologia completa delle presenze e delle reti in nazionale ― Argentina | Cronologia completa delle presenze e delle reti in nazionale ― Argentina | Cronologia completa delle presenze e delle reti in nazionale ― Argentina | Cronologia completa delle presenze e delle reti in nazionale ― Argentina | Cronologia completa delle presenze e delle reti in nazionale ― Argentina |
| Data                                                                     | Città                                                                    | In casa                                                                  | Risultato                                                                | Ospiti                                                                   | Competizione                                                             | Reti                                                                     | Note                                                                     |
| ------------------------------------------------------------------------ | ------------------------------------------------------------------------ | ------------------------------------------------------------------------ | ------------------------------------------------------------------------ | ------------------------------------------------------------------------ | ------------------------------------------------------------------------ | ------------------------------------------------------------------------ | ------------------------------------------------------------------------ |
| 7-9-2018                                                                 | Los Angeles                                                              | Argentina                                                                | 3 – 0                                                                    | Guatemala                                                                | Amichevole                                                               | -                                                                        | 66’                                                                      |
| 12-9-2018                                                                | East Rutherford                                                          | Colombia                                                                 | 0 – 0                                                                    | Argentina                                                                | Amichevole                                                               | -                                                                        | 46’                                                                      |
| 11-10-2018                                                               | Riad                                                                     | Argentina                                                                | 4 – 0                                                                    | Iraq                                                                     | Amichevole                                                               | 1                                                                        | 60’                                                                      |
| 21-11-2018                                                               | Mendoza                                                                  | Argentina                                                                | 2 – 0                                                                    | Messico                                                                  | Amichevole                                                               | -                                                                        | 46’                                                                      |
| Totale                                                                   |                                                                          | Presenze                                                                 | 4                                                                        |                                                                          | Reti                                                                     | 1                                                                        |                                                                          |

## Palmarès

### Club
- Supercoppa di Portogallo: 3

Benfica: 2016, 2017, 2019
- Campionato portoghese: 2

Benfica: 2016-2017, 2018-2019

### Individuale
- Miglior giocatore della Supercoppa di Portogallo: 1

2016